# Neoregelia sapiatibensis
Neoregelia sapiatibensis là một loài thực vật có hoa trong họ Bromeliaceae. Loài này được E.Pereira & I.A.Penna mô tả khoa học đầu tiên năm 1985.